# Eva Bendien
Eva Bendien (Arnhem, 8 januari 1921 – Amsterdam, 8 maart 2000) was een Nederlands galeriehouder en kunsthandelaar.

## Leven en werk
Bendien was een dochter van Carel Herman Bendien (1878-1971) en diens nicht Johanna Maria Bendien (1887-1972). Haar vader was leraar Engels, haar ooms (van moederszijde) Jacob Bendien en Paul Citroen waren bekende schilders.
Ze bezocht aanvankelijk het Christelijk Lyceum in Arnhem, maar werd door haar ouders naar de Werkplaats Kindergemeenschap van Kees Boeke in Bilthoven gestuurd. Na twee jaar ging ze naar het Montessori Lyceum in Amsterdam, waar ze haar MMS-diploma haalde. 
Ze werd vervolgens, door bemiddeling van oom Paul Citroen, assistent van de directeur van de Haagse Academie. Tijdens de eerste jaren van de Tweede Wereldoorlog was ze gezelschapsdame bij een domineesweduwe in Bergen. Ze kreeg er lessen kunstgeschiedenis van Kasper Niehaus en trok op met de beeldhouwer John Rädecker. Hij zou later een portretkop van haar maken, waarmee hij ook exposeerde. Ze werkte in die jaren bij kunsthandels in Amsterdam en Haarlem. Hoewel Bendien van joodse afkomst was, was haar vader bekeerd tot het christendom en haar moeder niet-praktiserend jood, ze droeg dan ook geen Jodenster. Later moesten zij en haar ouders toch onderduiken, haar broer overleefde de oorlog niet. 
Na de oorlog werkte ze korte tijd bij het Rijksmuseum Amsterdam en diverse kunsthandels. Ze trouwde met de schilder Jan Peeters (1912-1992). Het stel is na vijf jaar gescheiden, waarna Bendien zich met hun zoon in Heemstede vestigde.

## Galerie Espace

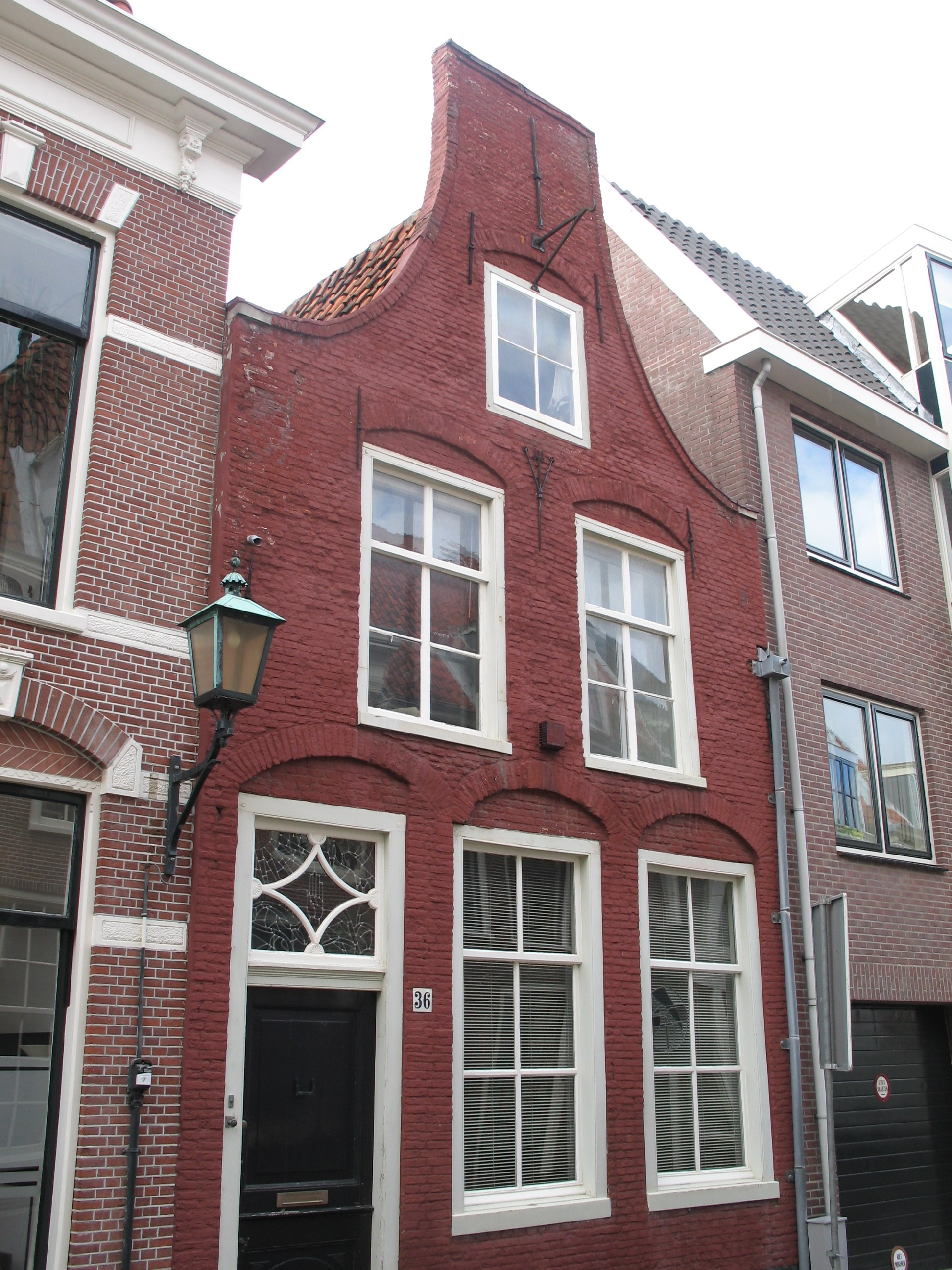
Pand in Haarlem, waar Galerie Espace was gevestigd van 1956 tot 1960

In november 1956 begon Bendien met Polly Meure, echtgenote van Jules Chapon, de Galerie Espace aan het Klein Heiligland 36 in Haarlem. De galerie werd als baanbrekend gezien en was de eerste in Nederland die eigentijdse kunst toonde. Bij de openingsexpositie was werk te zien van Karel Appel, Corneille, Wessel Couzijn, Emilio Scanvio, Serge Vandercam en Theo Wolvecamp.
In 1960 werd de galerie verplaatst naar de Keizersgracht 548 in Amsterdam. Polly Meure startte in 1964 een eigen galerie in Brussel. Bendien zette Espace alleen voort tot ze in Rutger Noordhoek Hegt (1933-2007) een nieuw compagnon vond. Hij werd ook haar levenspartner.
Bendien overleed in 2000, op 79-jarige leeftijd. Ze werd begraven op de Nieuwe Oosterbegraafplaats in Amsterdam. Haar man zette de galerie voort. Na zijn overlijden is het galerie-archief overgedragen aan het Rijksbureau voor Kunsthistorische Documentatie.